# 미쓰 아줌마
《미쓰 아줌마》는 2011년 5월 30일부터 같은 해 10월 21일까지 방영되었던 SBS 아침연속극이었다.

## 등장 인물
- 오현경(강금화)
- 권오중(고경세)
- 정시아(왕새미)
- 김정민(윤정우)
- 연운경(정순희)
- 정성운(왕봉수)
- 유지인(이미옥)
- 염동헌(강호식)
- 김형자(권희자)
- 이다진(강은화)
- 오나라(김현숙)
- 김종석(황종구)
- 도이성(이병철)
- 장미자(병철 모)
- 백은경(소현)
- 김휘연(아영)

## 같이 보기
- 두근두근 달콤 (KBS)
- 당신 참 예쁘다 (MBC)
- 위험한 여자 (MBC)

## 연장
- 미쓰 아줌마 방영 분량이 100부작에서 3회 연장되어 103부작으로 변경 및 확정되었다.